# Вила (Народичский район)
Вила (укр. Вила) — село на Украине, находится в Народичском районе Житомирской области.
Код КОАТУУ — 1823786006. До 25.04.2005 входило в состав упразднённого Голубиевичского сельского совета, имело код 1823782004. Население по переписи 2001 года составляет 36 человек. Почтовый индекс — 11451. Телефонный код — 4140. Занимает площадь 0,399 км².

## Адрес местного совета
11451, Житомирская область, Народичский р-н, с.Межилеска